# Hypsiboas prasinus
Hypsiboas prasinus là một loài ếch thuộc họ Nhái bén.
Đây là loài đặc hữu của Brasil.
Môi trường sống tự nhiên của chúng là rừng ẩm vùng đất thấp nhiệt đới hoặc cận nhiệt đới, vùng núi ẩm nhiệt đới hoặc cận nhiệt đới, đồng cỏ nhiệt đới hoặc cận nhiệt đới vùng ngập nước hoặc lụt theo mùa, sông ngòi, hồ nước ngọt, đầm nước ngọt, vùng đồng cỏ, các đồn điền, vườn nông thôn, rừng trước đây suy thoái nghiêm trọng, và ao.
Chúng hiện đang bị đe dọa vì mất môi trường sống.

## Hình ảnh

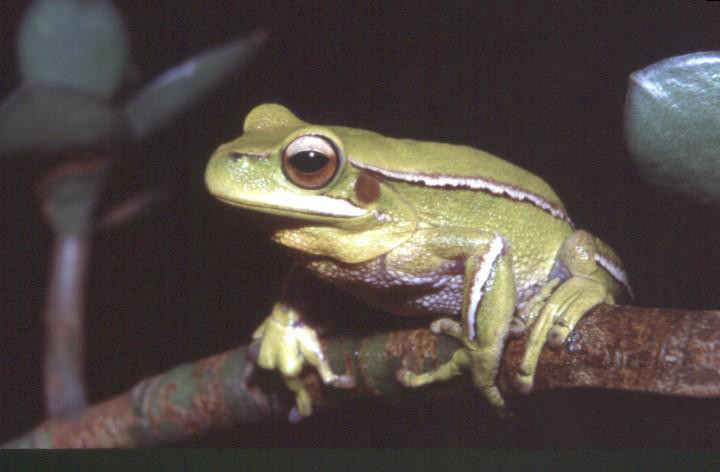